# 隠者 (タロット)

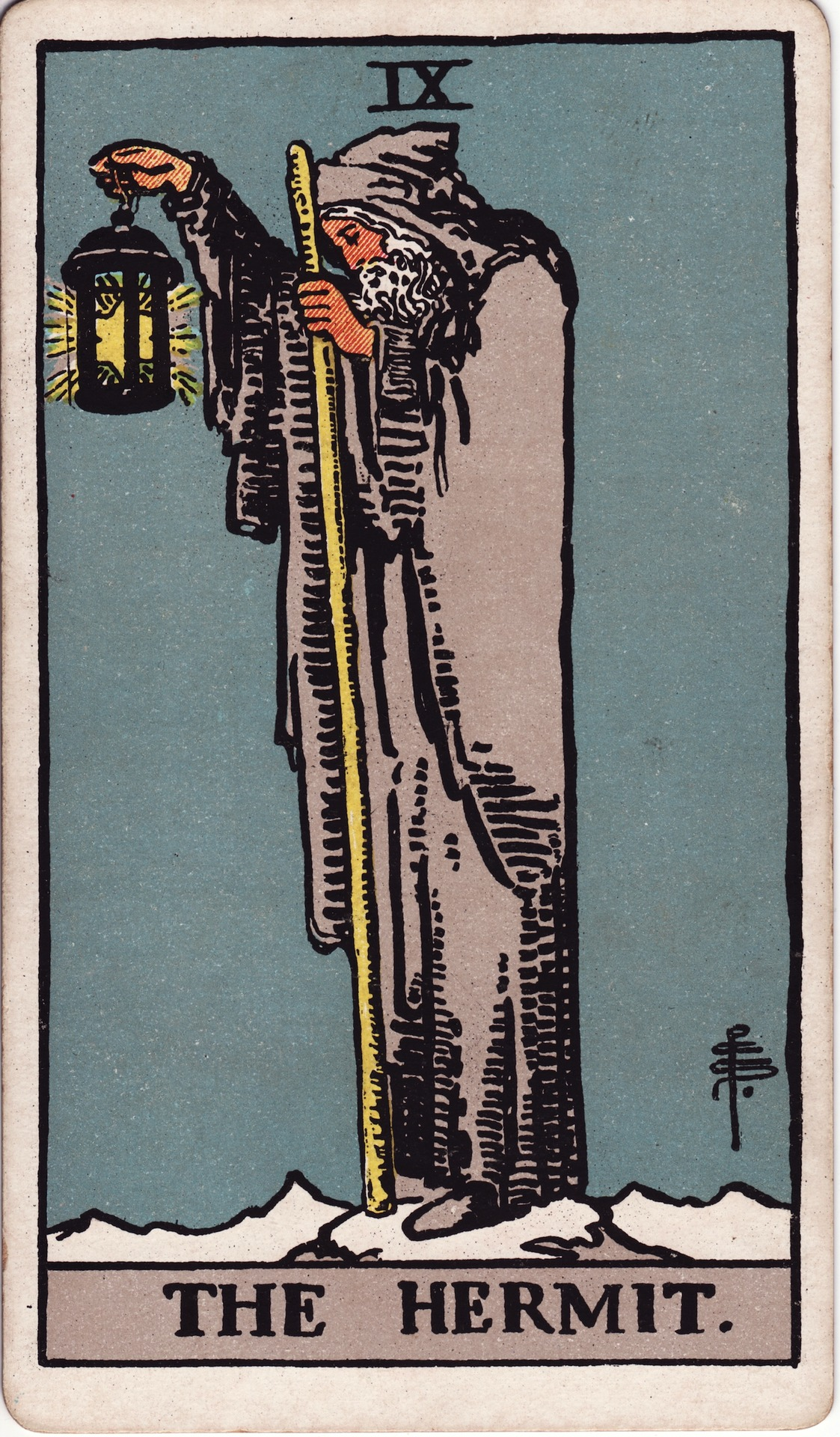
ウェイト版タロットの隠者

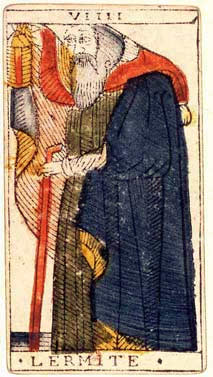
マルセイユ版タロットの隠者

隠者（いんじゃ、英: The Hermit、仏: L'Ermite）は、タロットの大アルカナに属するカードの1枚。
カード番号は「9」。前のカード（8）はウェイト版が「力」、マルセイユ版が「正義」。次のカードはウェイト・マルセイユの両版とも「10 運命の輪」。

## カードの意味
正位置の意味
経験則、高尚な助言、秘匿、精神、慎重、優等感、思慮深い、思いやり、単独行動、神出鬼没、変幻自在、難解。
逆位置の意味
閉鎖性、陰湿、消極的、無計画、誤解、悲観的、邪推、劣等感、疎通。
アーサー・エドワード・ウェイトのタロット図解における解説では「深慮・忠告を受ける・崩壊」を意味するとされる。

## カバラとの関係
ヘブライ文字はヨッド（י）、ただし複数の異説がある。「黄金の夜明け団」の説ではケセドとティファレトのセフィラを結合する経に関連付けられている。

## 占星術との対応
以下のような諸説がある。
- 星座：金牛宮説[1]、獅子宮説、処女宮説[2]、人馬宮説、宝瓶宮説
- 惑星：木星説、土星説、海王星説

## 寓画の解釈
老人の持つ杖と衣装（特にフードの部分が道化師を連想させる）が「愚者」と関連すると考えられ、「愚者」が当ての無い放浪者を象徴するのに対し、このカードに描かれる老人は「元・放浪者」と解釈される。ウェイト版とマルセイユ版の両版ともカードの構図が左側（象徴学的に内面・理性・過去等）を特に強調していること、ならびに描かれる人物が一人であることなどから、自身の内面における過去との対話、さらに「復習」や「自習」など学問的分野、「反省」や「孤独」など心理的分野の両面からカードの解釈がなされるのが一般的となっている。旅を終えた先輩として、未だ旅を続ける後輩の「放浪者」達に手に持っている灯りで「先人・賢人の導き」を与えている。
ウェイト版とマルセイユ版を見比べて分かるように、22枚の大アルカナの中でウェイトが（魔術師などのように）大きく構図を変更しなかったうちの1枚である。主な変更点を挙げるとすれば、奇妙なカンテラをかざす人物がフードをかぶった仙人のような姿で雲の上（のような場所）に立っている点と、あとは全体の配色程度である。この変更は錬金術の開祖・ヘルメストート（ヘルメス・トリスメギストス）がモチーフとされるためである。